# Bitwa pod Nachowem
Bitwa pod Nachowem – walki polskiego 64 pułku piechoty kpt. Ludwika Bociańskiego z oddziałami sowieckimi toczone w okresie wojny polsko-bolszewickiej.

## Sytuacja ogólna
14 maja 1920 ruszyła sowiecka ofensywa wojsk Frontu Zachodniego Michaiła Tuchaczewskiego. 15 Armia Augusta Korka i Grupa Północna Jewgienija Siergiejewa uderzyły na pozycje oddziałów polskich 8 Dywizji Piechoty i 1 Dywizji Litewsko-Białoruskiej w ogólnym kierunku na Głębokie. Wykonująca uderzenie pomocnicze 16 Armia Nikołaja Sołłohuba zaatakowała oddziały 4 Armii gen. Stanisława Szeptyckiego i podjęła próbę sforsowania Berezyny pod Murawą i Żukowcem oraz pod Żarnówkami i Niehoniczami.
Wobec skomplikowanej sytuacji operacyjnej, 23 maja rozpoczął się ogólny odwrót wojsk polskich w kierunku zachodnim.
Po zatrzymaniu sowieckiej ofensywy Armia Rezerwowa gen. Kazimierza Sosnkowskiego, przy współudziale oddziałów 1. i 4 Armii, zepchnęła przeciwnika na linię rzek Auta i górna Berezyna. W pierwszej dekadzie czerwca front polsko-sowiecki na Białorusi ustabilizował się.
Na Ukrainie, w związku z przerwaniem polskiego frontu przez 1 Armię Konną Siemiona Budionnego, Naczelne Dowództwo Wojska Polskiego zarządziło generalny odwrót znad Dniepru. 18 czerwca odwrót rozpoczęła Grupa Poleska gen. Sikorskiego.
Wódz Naczelny Józef Piłsudski wydał rozkaz przeprowadzenia na północy serii wypadów na tyły sowieckie, aby stworzyć wrażenie przygotowywania natarcia dużych sił polskich.
W tym czasie oddziały Grupy Poleskiej broniły dostępu do Mozyrza i Kalenkowicz.

## Działania pod Nachowem

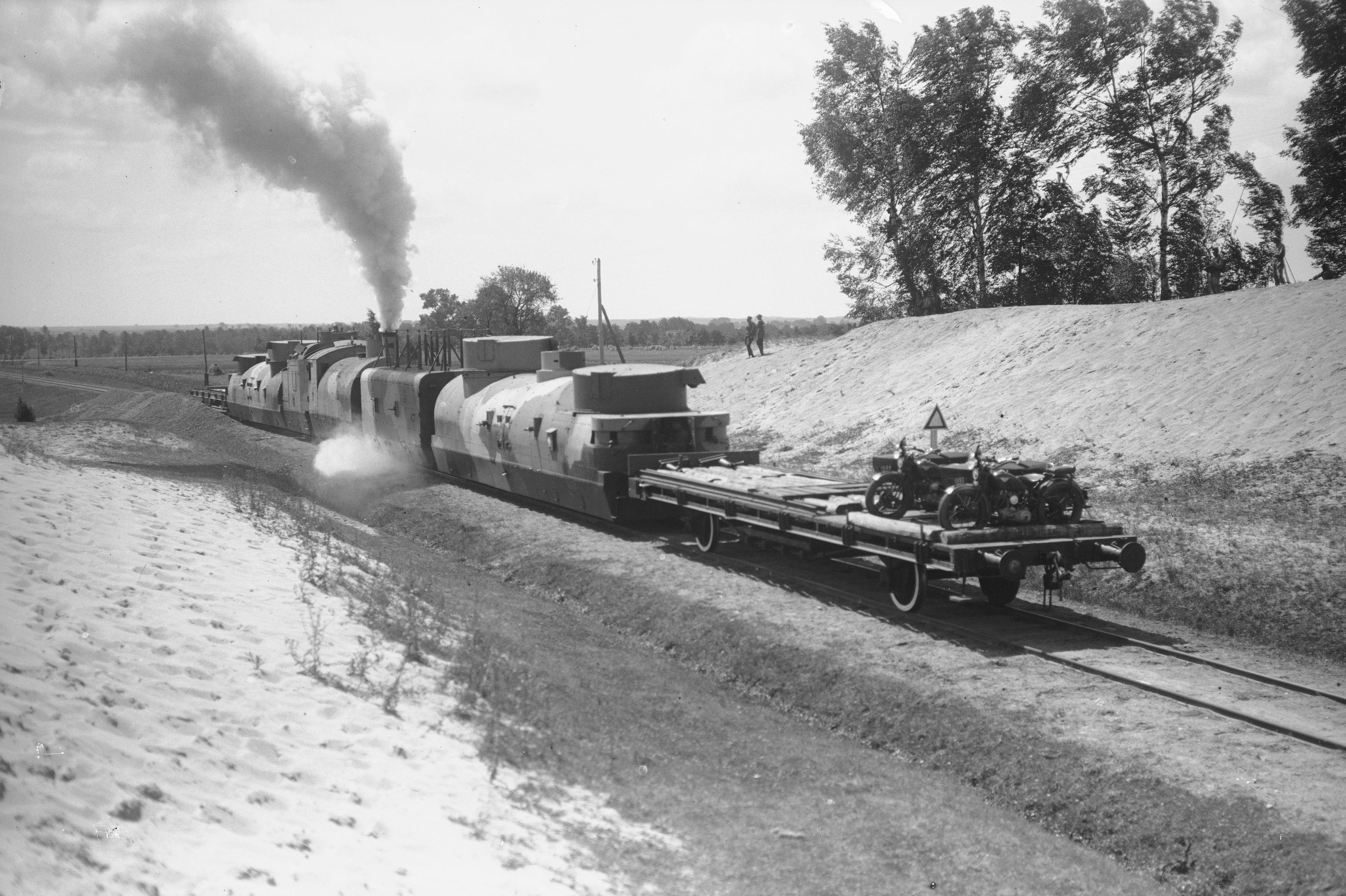
Pociąg pancerny „Danuta”

W drugiej dekadzie czerwca 1920 Grupa Poleska odchodziła znad Dniepru na rubież Ippy.
W nocy z 18 na 19 czerwca 64 pułk piechoty wysadził utrzymywany przez pięć tygodni most na Dnieprze, opuścił przedmoście Rzeczycy i osłaniany przez pociągi pancerne „Danuta” i „Poznańczyk” wycofywał się wzdłuż linii kolejowej Homel – Pińsk,.
27 czerwca pułk przeszedł do obrony odcinka frontu Nachów – Zamoście. Nocą z 27 na 28 czerwca, przeprowadzone lasami przez miejscowych przewodników, oddziały sowieckie przeniknęły przez polska obronę na styku 64. i 35 pułku piechoty i do świtu wyszły na tyły I batalionu 64 pułku piechoty ppor. Pawła Błaszkowskiego. Sowieci opanowali także Nachów.
Dowódca polskiego batalionu zostawił na stanowiskach obronnych dwie swoje kompanie wzmocnione bronią maszynową, a sam na czele dwóch pozostałych uderzył na czerwonoarmistów. Polacy kilkakrotnie szturmowali „na bagnety”. Ciężko ranny dowódca batalionu nie pozwolił wynieść się z pola bitwy i kierował do końca walką swoich pododdziałów. Po nadejściu odwodowych kompanii II/ 64 pułku piechoty odzyskano Nachów i zmuszono Sowietów do odwrotu.

## Bilans walk
Na polu bitwy pozostało około 140 poległych i ciężko rannych czerwonoarmistów. Dowódca I batalionu ppor. Paweł Błaszkowski za bohaterstwo w walce odznaczony został Orderem Virtuti Militari V klasy.